# نخست‌وزیر نیوزیلند
نخست‌وزیر نیوزلند صدر دولت این کشور است. نخست‌وزیر، رهبر حزب یا ائتلافی است که در مجلس نیوزلند دارای اکثریت باشد.
ابتدا این سمت، «دبیر مستعمره» نامیده می‌شد. این عنوان در دههٔ ۱۸۶۰ به «رهبر» تغییر کرد و نهایتاً نام کنونی به آن تعلق گرفت.
کریستوفر لوکسون، نخست وزیر کنونی در ۲۷ نوامبر ۲۰۲۳ به قدرت رسید.

## نخست وزیران سابق زنده
همان‌طور که در زیر مشاهده می‌کنید، تا ژانویه ۲۰۲۳، شش نخست‌وزیر سابق نیوزلند در قید حیات هستند.
- جفری پالمر
(۱۹۸۹–۱۹۹۰)
۲۱ آوریل ۱۹۴۲ ‏(۸۲ سال)
- جیم بولگر
(۱۹۹۰–۱۹۹۷)
۳۱ مهٔ ۱۹۳۵ ‏(۸۹ سال)
- جنی شیپلی
(۱۹۹۷–۱۹۹۹)
۲ فوریهٔ ۱۹۵۲ ‏(۷۳ سال)
- هلن کلارک
(۱۹۹۹–۲۰۰۸)
۲۶ فوریهٔ ۱۹۵۰ ‏(۷۵ سال)
- Sir جان کی
(۲۰۰۸–۲۰۱۶)
۹ اوت ۱۹۶۱ ‏(۶۳ سال)
- Sir بیل اینگلیش
(۲۰۱۶–۲۰۱۷)
۳۰ دسامبر ۱۹۶۱ ‏(۶۳ سال)